# 远东经济评论

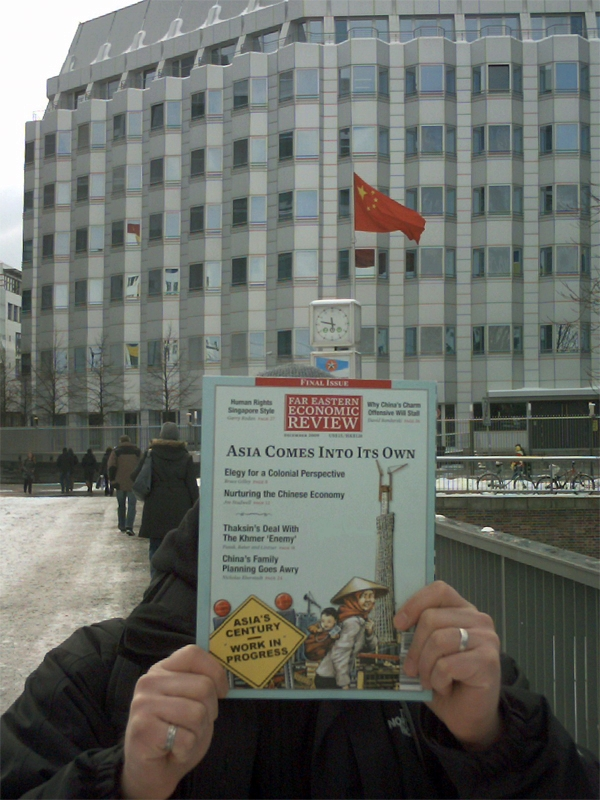
最後一期 (2009 十二月)

《遠東經濟評論》（Far Eastern Economic Review，縮寫）是一本英文的時事雜誌，專門報道亞洲的政經時事內容，1946年10月16日於香港創刊，2009年12月停刊。
這本以香港為基地的雜誌原為周刊，後因財政困難，在2004年12月後改為月刊。現由美國的道瓊斯公司和《華爾街日報》擁有，總編輯為Hugo Restall。它倚靠亞洲各地的作者搞供稿，不設常駐記者，這些作者均為某些方面的專家。
《遠東經濟評論》分析和評論亞洲的政治、商業、經濟為主，包羅科技、社會和文化的內容，尤其重視東南亞和大中華的信息。它以強調本地區觀點和堅持新聞獨立而聞名。
不少名人如哈佛大學漢學教授費正清、作家韓素音、菲律賓前總統阿基諾夫人的丈夫都做過《遠東經濟評論》的記者。
1991年8月1日，时任马来西亚首相马哈迪·莫哈末为东协新闻部长会议主持开幕后认为，远东经济评论应改名为远东政治评论，因为该杂志的报导并未触及经济问题。他说：“其他杂志的报导和数目字都与经济有关，不过，这本杂志（远东经济评论）则与经济无关。”“我不知道为什么它被称为经济杂志？”
由於讀者与廣告客戶已逐漸遷移至互聯網，新聞集團道瓊斯公司已於2009年12月結束《遠東經濟評論》長達63年的發行。

## 争议

### 报导马哈迪拒接听老布什电话
1992年5月7日，时任马来西亚首相马哈迪·莫哈末受报界询问时郑重否认他曾拒绝接听美国总统老布什拨给他的电话。马哈迪是针对《远东经济评论》的一项报导，指布什在最近来本区域访问时曾拨电给他，不过他拒听的指责作出澄清。马哈迪解释说，布什致电给他时恰巧是星期日，他不在办公室，因此没有机会接听电话。

## 外部連接
- Telling Asia's Story By L. Gordon Crovitz
- Dow Jones & Company
- Society of Publishers in Asia (SOPA) （页面存档备份，存于）